# The Perfect Melody
The Perfect Melody is het solo debuutalbum van Zion. Met productie van onder andere Akon en Play-N-Skillz. Op het album staan grote namen zoals Akon, Eddie Dee, Tony Tun Tun, De La Ghetto, Jowell & Randy en Cruz “Kumbia King” Martinez.

## Tracklist
1. "Zun Da Da"
2. "Habre la Puerta"
3. "The Way She Moves" (met Akon)
4. "Amor de Pobre" (met Eddie Dee)
5. "Oh Mami"
6. "Hagámos el Amor" (met Tony Tun Tun en Rell)
7. "Bésame"
8. "Your Body" (met De La Ghetto)
9. "Te Vas"
10. "Cuarta Nivel" (met Jowell & Randy)
11. "Money"
12. "La Neta" (met Cruz "Kumbia Kingz" Martinez)
13. "Amor"
14. "Periódico de Ayer"
15. "Fantasma"

## Bonus Tracks
- Target en iTunes Bonus Track

1. "Maria" (met Lennox)

- Best Verkochte Bonus Tracks

1. "Eres Tu"
2. "Pide Mas" (met Mackie Ranks)

- Wal-Mart Bonus Track

1. "Aventura En La Noche" (met Urban Symphony)

1. Se Que Tu met Miguelito